# 1599
1599 (MDXCIX) var ett normalår som började en fredag i den gregorianska kalendern och ett normalår som började en måndag i den julianska kalendern.

## Händelser

### Februari
- 7 februari – Den svenske ärkebiskopen Abraham Angermannus avsätts, sedan det visat sig att han haft förbindelser med de upproriska rådsherrarna. Han efterträds av Nicolaus Olai Bothniensis, som dock aldrig hinner vigas till ämbetet, eftersom han avlider den 18 maj året därpå.

### Maj
- 12 maj – Hertig Karls trupper intar Kalmar slott, det sista kungatrogna fästet i Sverige.

### Juni
- 26 juni – Tomaskristna upptas i Malabariska kyrkan.[1]

### Juli
- 24 juli – Sigismund avsätts som svensk kung. Han tvingas utlämna de svenska rådsherrar som understött honom till hertig Karl (IX).

### Okänt datum
- Johannes Bureus, Sveriges förste fornforskare, sammanställer en runtavla.

## Födda
- 13 februari – Alexander VII, född Fabio Chigi, påve 1655–1667.
- 13 mars – Jan Berchmans, belgisk jesuit och präststuderande, helgon.
- 22 mars – Anthonis van Dyck, flamländsk målare.
- 25 april – Oliver Cromwell, lordprotektor över England, Skottland och Irland 1653–1658.
- 11 november – Maria Eleonora av Brandenburg, drottning av Sverige 1620–1632, gift med Gustav II Adolf.
- 25 september – Francesco Borromini, italiensk arkitekt, skulptör och murarmästare.

## Avlidna
- 10 april – Gabrielle d'Estrées, fransk hertiginna och mätress.
- 16 maj – Cristoffer Andersson Stråle (avrättad av Karl IX under Kalmar blodbad).
- 29 augusti – Olof Gustafsson Stenbock (avrättad av Karl IX).
- 1 september – Edzard II av Ostfriesland.
- 11 september – Beatrice Cenci, italiensk patricier (avrättad).

### Fotnoter
1. ↑  World Statesmen (läst 3 april 2011)